# Ramona Amiri
Ramona Rina Amiri (persiska: رامونا امیری), född 16 april 1980 i Montréal i Kanada, är en assyrisk-iransk-kanadensisk fotomodell. Hon kröntes 2005 till Miss Canada och representerade därefter Kanada vid det årets Miss World-tävling i Kina.
Amiri talar engelska, franska och assyriska. Hon har växt upp med en assyrisk far och iransk mor. Modern har arbetat som dermatolog, något som även Amiri 2005 siktade mot genom studier i medicin. Hon hade dessförinnan studerat vid University of British Columbia, där hon 2001 avlade kandidatexamen med biologi som huvudämne. Mellan examen och Miss Canada-tävlingen hade hon arbetat i fyra års tid arbetat vid moderns dermatologiska klinik.
När Amiri 2005 kröntes till Miss Canada var det andra gången som en person med iransk bakgrund.